# Liste der Biografien/Amy
Liste der Biografien |
Portal Biografien |
Personensuche
# |
A |
B |
C |
D |
E |
F |
G |
H |
I |
J |
K |
L |
M |
N |
O |
P |
Q |
R |
S |
T |
U |
V |
W |
X |
Y |
Z |
?
 
Aa |
Ab |
Ac |
Ad |
Ae |
Af |
Ag |
Ah |
Ai |
Aj |
Ak |
Al |
Am |
An |
Ao |
Ap |
Aq |
Ar |
As |
At |
Au |
Av |
Aw |
Ax |
Ay |
Az
 
Ama |
Amb |
Amc |
Amd |
Ame |
Amf |
Amg |
Amh |
Ami |
Amj |
Amk |
Aml |
Amm |
Amn |
Amo |
Amp |
Amr |
Ams |
Amt |
Amu |
Amw |
Amy |
Amz
Die Liste der Biografien führt alle Personen auf, die in der deutschsprachigen Wikipedia einen Artikel haben. Dieses ist eine Teilliste mit 31 Einträgen von Personen, deren Namen mit den Buchstaben „Amy“ beginnt.

## Amy
- Amy (* 1996), deutsche Sängerin, Schauspielerin und Musicaldarstellerin
- Amy, Curtis (1929–2002), US-amerikanischer Tenor- und Sopransaxophonist
- Amy, Dennis (1932–2016), britischer Diplomat
- Amy, George (1903–1986), US-amerikanischer Filmeditor und Filmregisseur
- Amy, Gilbert (* 1936), französischer Komponist und Dirigent
- Amy, Robert (1904–1986), französischer Architekt, Bauforscher und Klassischer Archäologe
- Amy, Susie (* 1981), britische Schauspielerin

### Amya
- Amyand, Claudius (1680–1740), französischer Chirurg

### Amyk
- Amykos-Maler, Rotfiguriger Vasenmaler

### Amyn
- Amyn, Mohammed (* 1976), marokkanischer Langstreckenläufer
- Amyn, Youssef (* 2003), irakisch-deutscher FußballspielerYoussef Amyn (* 2003)
- Amynandros, König von Athamanien
- Amyntas, griechischer Koroplast
- Amyntas, indo-griechischer König

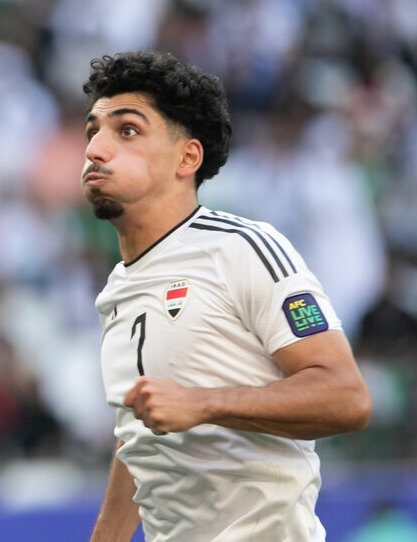
Youssef Amyn (* 2003)

- Amyntas († 333 v. Chr.), makedonischer Feldherr
- Amyntas († 330 v. Chr.), makedonischer Feldherr
- Amyntas († 325 v. Chr.), makedonischer Feldherr und Statthalter
- Amyntas († 25 v. Chr.), König von Galatien (36–25 v. Chr.)
- Amyntas I., König von Makedonien, Vasall des Darius I. von Persien
- Amyntas II. († 393 v. Chr.), König von Makedonien
- Amyntas III. († 370 v. Chr.), König von MakedonienAmyntas III. († 370 v. Chr.)

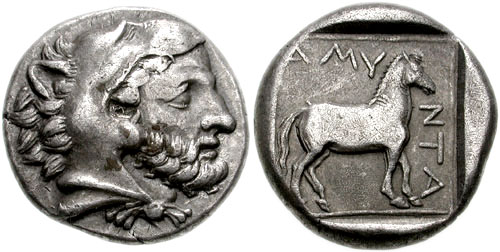
Amyntas III. († 370 v. Chr.)

- Amyntas IV. (362 v. Chr.–336 v. Chr.), König von Makedonien
- Amyntas, Sohn des Antiochos († 332 v. Chr.), makedonischer Adliger und Söldnerführer
- Amyntianos, griechischer Historiker und Rhetor
- Amyntor, Gerhard (1831–1910), preußischer Generalstabsoffizier und Schriftsteller

### Amyo
- Amyot, Frank (1904–1962), kanadischer Kanute
- Amyot, Jacques (1513–1593), französischer Schriftsteller und Theologe

### Amyr
- Amyraut, Moyse (1596–1664), französischer reformierter Theologe und Hochschullehrer in Saumur
- Amyrtaios († 399 v. Chr.), Pharao der 28. Dynastie

### Amyt
- Amytis, Tochter des Astyages und mögliche Gemahlin von Kyros II.

### Amyx
- Amyx, Darrell A. (1911–1997), US-amerikanischer Klassischer Archäologe